# クリスティアン・フォン・ツヴァイブリュッケン (騎兵大将)
クリスティアン・マリアンヌ・ヴィルヘルム・アウグスト・フランツ・フライヘア・フォン・ツヴァイブリュッケン(ドイツ語: Christian Marianne Wilhelm August Franz Freiherr von Zweibrücken、1782年8月30日 - 1859年4月25日)は、バイエルン選帝侯領、バイエルン王国の軍人。最終階級は騎兵大将。1792年まではグラーフ・フォン・フォルバックを名乗っていた。

## 経歴
1782年8月30日にバイエルン選帝侯領に生まれた。父親はバイエルン陸軍将官のヴィルヘルム・フォン・ツヴァイブリュッケン、祖父はツヴァイブリュッケン＝ビルケンフェルト宮中伯クリスティアン4世、叔父はバイエルン陸軍歩兵大将のクリスティアン・フォン・ツヴァイブリュッケンである。クリスティアンには3人の兄弟姉妹がいた。1792年にフライヘア・フォン・ツヴァイブリュッケンを冠することが許された。
クリスティアンは生涯2度結婚している。1798年7月24日にクリスティアーネ・フライイン・フォン・グッテンベルク＝シュタイネンハウゼンと結婚したが、彼女が1817年に亡くなったため、1818年8月4日にカロリーネ・フレデリケ・ヴァルプルガ・マリー・フォン・レヒベルク・ウント・ローテンレーウェンと再婚した。彼はクリスティアーネとの間に娘を一人儲けたが、1年ほどで亡くなっている。
1859年4月25日、ミュンヘンで死去。